# North San Pedro
North San Pedro statisztikai település az USA Texas államában, Nueces megyében. Lakosainak száma 735 fő (2020. április 1.).

## Népesség
A település népességének változása:
| Lakosok száma | 920  | 895  | 735  |
|               | 2000 | 2010 | 2020 |